# Usora (upravna jedinica)
Kneževina Usora, Banovina Usora (mađ. ozorai bánság), Vojvodstvo Usora je bila samostalna upravna jedinica. Sadržavala je i banovinu Soli koja se rasprostirala u okolini današnje Tuzle.
Ime je dobila po rijeci, oko koje je nastala reigija Usora na donjem toku rijeke Bosne i njezine pritoke Usore prvi put se spominje 1225.
U to se doba Banovina Usora prostirala prostorima današnjih općina Tešanj, Teslić, Doboj, Derventa, Odžak, Modriča, Orašje i Brčko, odnosno, dijelom Bosanske Posavine i današnji prostor Usorske doline od Doboja do Teslića. Veliki gradovi u vrijeme Usorske Banovine bili su Doboj, Dobor, Tešanj i Srebrenik.
Godine 1263. Bela IV. sjedinio je Usoru i Soli s Mačvom u posebnu vojvodinu.
Župa Usora prvo je obuhvaćala sjeverni dio današnje Bosne do Save, pa predio Soli i Usore (od Doboja do Drine). Pored njih su na prostoru sjeveroistočne Bosne postojale župe Osat, Gradačac, Koraj i Birač. Vremenom su Soli i Usora spojene u jednu župu, vojvodinu Usore i Soli, u kojoj je Usora imala dominaciju, pa se zna spominjati i kao "Usora sa Solima". 
Jedini poznati vladar bio je ban Stjepan, za kojeg se smatra da je bio sin bana Kulina. Njegov sin Sibislav (Sebislav) bio je usorski knez. Oblast Soli bila je pod vlašću bana Stjepana, kojeg je podupirao hrvatsko-ugarski kralj. 1225. godine hrvatsko-ugarski kralj Andrija II. ustupio je župe Usoru i Soli kaločkom nadbiskupu Ugolinu. Dok je bosanski ban bio Matej Ninoslav, pojavile su se optužbe za postojanje lokalne katoličke hereze. 
Hrvatsko-Ugarska nastojala je iskorijeniti praznovjerje i krivovjerje na svome teritoriju te su 1237. krenuli pohodi na južnu bosansku banovinu. Premda ograničena uspjeha, ugarski kralj Bela odredio je uzimanje desetine iz Usore i Soli i Donjih kraja. Poslije smrti bana Mateja Ninoslava, kralj je razdijelio njegov posjed na više područja. Ban Prijezda (1254. – 1287.), osnivač Kotromanića ostao je na vlasti u Bosni. Odlukom kralja Bele Usora (sa Solima) ušle su u sastav usorsko-mačvanske banovine i povjerene na upravu njegovom zetu Rastislavu Mihajloviću. Naslijedila ga je na mjestu upravitelja njegova supruga Ana, od 1264. spominjana u vrelima kao usorsko-mačvanska vojvotkinja. 1271. ju je naslijedio sin Bela. 
Od 1272. usorsko-mačvanska banovina se raspala na manje banovine i ban Usore (sa Solima) je postao ugarski plemić Henrik Gisingovac. Od 1273. godine banovi su ovih područja bili Jan pa Jernej. Još iste godine opet se obnavlja usorsko-mačvanska banovina čiji je poglavar ban Egidije. Ne zna se pouzdano što je bilo u području Usore (sa Solima) od 1274. do 1279. godine. 1279. godine na čelu je te banovine severinski ban Ugrin. Godine 1280. obnovljeno je usorsko-mačvansko vojvodstvo nad kojim upravlja Ugrinova mati Elizabeta. Elizabeta se najviše bavila učvršćivanjem katoličanstva u ovim krajevima, jer je u Usori (sa Solima) bilo dosta praznovjerja i krivovjerja. 
Od 1284. godine ova područja su dana na upravu Dragutinu, koji se odrekao kraljevskog prijestolja u Srbiji. Šubići su vladali od 1302. do 1322. godine cijelom Bosnom i Donjim Krajima. 1322. godine u povelji u Milama kod Jajca piše da je Stjepan II. Kotromanić vladar i Soli i Usore i prvi put se Soli spominju u naslovu bosanskog vladara, kao i da je župa Soli imala svog posebnog župana, župana Budoša. Sve do 1325. Usora (sa Solima) je bila odvojena od bosanskih oblasti. 
Za vrijeme Tvrtka I. Usora (sa Solima) je naizmjence pod njegovom i kraljevom ugarskom vlašću, obično povezana s Požeškom i Vukovskom županijom. Za vladavine Dabiše bile su pod vlašću bosanskog kralja. Za kralja Stjepana Ostoje bile su u sastavu Bosanske Banovine ali bez posebna značaja. Za Tvrtka II. Tvrtkovića bila je njegova pobuna protiv svoga suverena, kralja Hrvatsko-Ugarske, koji je zauzeo Srebrenik u Usori. Zatražio je pomoć napuljskog kralja Ladislava koji mu je priznao vlast nad Usorom. 
1408. godine hrvatsko-ugarski kralj Žigmund pošao je u novi pohod na Bosnu i porazio Tvrtka II. Usoru je dao Ivanu Gari, a Soli mačvanskom banu Ivanu Moroviću. U tom je razdoblju osmanska vojska je uz pomoć velikaša Hrvoja Vukčića zaratila protiv Ugarske te prvi put kročila na područje Usore (sa Solima). Sljedeći bosanski vladari pokušavali su ih istjerati, a Osmanlije se učvrstiti na tlu Bosne. 1426. su Osmanlije upale u Bosnu sa snagama od oko četiri tisuće vojnika i opustošili Usoru sa Solima, te osvojili grad Srebrenik. 1444. godine Stjepan Tomaš uspio je osloboditi grad Srebrenik i istok Usore od Osmanlija, a u savezu s Dubrovčanima protiv hercega Stjepana u naslovu si spominje kraljem "Usori, Soli i Podrinju". Posljednji bosanski kralj Stjepan Tomašević (1461-
1463.) formalno nosi isti naslov. Godine 1463. osmanske snage pošle su u novi pohod osvajanja Bosne. Prvi je udar bio preko Usore (sa Solima), a cijela je država pala za nekoliko tjedana.
Još nisu nađeni povijesni izvori koji bi nam kazali kad se Usora počela izdvajati kao posebna upravna župa. Zna se samo za promjene statusa. Početkom 13. stoljeća oblikovala se kao posebno područje. U vrelima je od 1236. godine kneževina (Sibislav, Sebislav, unuk Kulina bana). Papa Grgur IX. u pismu od 8. kolovoza 1236. uzeo pod svoju posebnu zaštitu Sebislava, sina pok. Stjepana, bana bosanskoga, i unuka bana Kulina. Tu ga ističe kao "ljiljana među trnjem", čime je istakao problem širenja hereze među plemstvom u Usori. 1272. godine Usora je banovina (Henrik Gisingovac). Od 1326. godine Usora je vojvodstvo. Vojvode su rod Biloševića čija vojvodska čast je od 1399. godine prešla na rod Zlatonosovića. Posljednji je vojvoda bio Tvrtko Stančić, kad je pala Usora kao dio države Bosne pod osmansku vlast.
Usora je politički identitet izgubila osmanskim osvajanjima. Ključna je godina 1536. kad turska vojska na čelu s Gazi Husrev-begom zauzima u Usori utvrđenja Dobor i Brod.